# 431
| [ Edytuj tabelę ] |                           |
| Cesarz Bizancjum  | - 408 Teodozjusz II 450   |
| Król Franków      | - 426 Klodian 447         |
| Władca Guptów     | - 414 Kumaragupta 455     |
| Władca Korei      | - 413 Changsu 491         |
| Król Munsteru     | - 431 Nad Froích 453      |
| Papież            | - 422 Celestyn I 432      |
| Król Persji       | - 420 Bahram V 439        |
| Cesarz Rzymu      | - 425 Walentynian III 455 |
| Król Wandalów     | - 428 Genzeryk 477        |
| Król Wizygotów    | - 419 Teodoryk I 451      |

Rok 431 / CDXXXI
stulecia: IV wiek ~
V wiek ~
VI wiek

lata: 421 «
426 «
427 «
428 «
429 «
430 «
431
» 432
» 433
» 434
» 435
» 436
» 441

## Wydarzenia
- 22 czerwca – sobór w Efezie: potępienie nestorianizmu i pelagianizmu jako herezji.
- Wandalowie zdobyli Hippo Regius w Afryce i założyli własne królestwo.

## Urodzili się
- Anastazjusz I, cesarz wschodniorzymski (data sporna lub przybliżona)

## Zmarli
- 22 czerwca – Paulin zwany Miłościwym, biskup Noli, święty prawosławny (ur. 353)